# 圣瑟孔丹
圣瑟孔丹（法語：Saint-Secondin，法語發音：[sɛ̃ səɡɔ̃dɛ̃]）是法国新阿基坦大区维埃纳省的一个市镇，属于蒙莫里永区。

## 地理
圣瑟孔丹（46°19'41"N, 0°29'35"E）面积38.14 平方千米，位于法国新阿基坦大区维埃纳省，该省份为法国中西部省份，北起曼恩-卢瓦尔省和安德尔-卢瓦尔省，西接德塞夫勒省，南至夏朗德省，东南接上维埃纳省，东临安德尔省。
与圣瑟孔丹接壤的市镇（或旧市镇、城区）包括：布雷斯、布里永、加尔尼耶堡、拉费里耶尔-艾鲁、于松迪普瓦图。
圣瑟孔丹的时区为UTC+01:00、UTC+02:00（夏令时）。

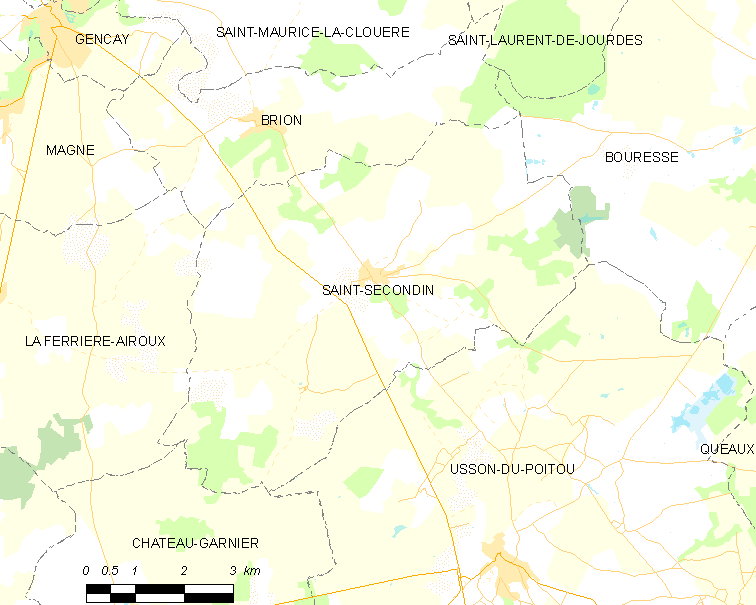
圣瑟孔丹的OSM定位图

## 行政
圣瑟孔丹的邮政编码为86350，INSEE市镇编码为86248。

## 政治
圣瑟孔丹所属的省级选区为吕萨克堡县。

## 人口

1962-2008年间圣瑟孔丹人口变化图示

圣瑟孔丹于2022年1月1日时的人口数量为531人。